# Akhangūn
Akhangūn (persiska: اخنگون, Akhangān) är en ort i Iran.   Den ligger i provinsen Khorasan, i den nordöstra delen av landet, 700 km öster om huvudstaden Teheran. Akhangūn ligger 1 097 meter över havet och antalet invånare är 320.
Terrängen runt Akhangūn är lite kuperad.Runt Akhangūn är det ganska tätbefolkat, med 185 invånare per kvadratkilometer. Närmaste större samhälle är Gajvān, 11,1 km nordväst om Akhangūn. Omgivningarna runt Akhangūn är i huvudsak ett öppet busklandskap.